# Coelocraera halsteadi
Coelocraera halsteadi är en skalbaggsart som beskrevs av Miłosz A. Mazur 1978. Coelocraera halsteadi ingår i släktet Coelocraera och familjen stumpbaggar. Inga underarter finns listade i Catalogue of Life.